# کوجوکوری
کوجوکوری (به لاتین: Kujūkuri) یک منطقهٔ مسکونی در ژاپن است که در Sanbu District واقع شده‌است. کوجوکوری ۲۳٫۷۲ کیلومترمربع مساحت و ۱۷٬۴۶۶ نفر جمعیت دارد.